# 平成医療学園専門学校
平成医療学園専門学校（へいせいいりょうがくえんせんもんがっこう）は、学校法人平成医療学園が運営する大阪市北区にある専修学校。

## 沿革
- 2000年 平成柔道整復専門学院として設立
- 2001年 現校名となる

## 学科
- 柔道整復師科
- 鍼灸師科
- 東洋療法教員養成学科

## 出身者
- 佐藤淳：サッカー指導者（大分トリニータフィジカルコーチ）
- 角森脩平（美容整体師、「シンクロ矯正®カドモリ」経営者）
- 三東洋：元プロ野球選手（「パーソナルトレーニングジム BASE for」代表、「日常鍼灸整骨院」院長）

## 所在地
- 〒531-0071 大阪市北区中津6-10-15（中津校舎）
- 〒531-0071 大阪市北区中津6-9-38（中津第二校舎）
- 〒530-0011 大阪市北区大深町2-179（大深校舎）

最寄り駅は、阪急電鉄 中津駅、またはOsaka Metro 御堂筋線 中津駅